# 4th Force Reconnaissance Company
La 4th Force Reconnaissance Company (4th Force Recon) est une unité de reconnaissance du Corps des Marines des États-Unis. La compagnie est située à Alameda, en Californie, avec un détachement à la Marine Corps Base Hawaii (MCB Hawaii). Le détachement d'Hawaï représente la seule unité de réserve des Forces des Marines de l'État. 

## Histoire

### Lignée
La compagnie a été créée le 10 novembre 1952 à San Bernardino, en Californie, sous le nom de 32nd Special Infantry Company, US Marine Corps Reserve. Le 31 octobre 1957, elle a été rebaptisée 32nd Infantry Company et a été rebaptisée à nouveau le 1er novembre 1959 en tant que 4th Reconnaissance Company. Le 1er juillet 1962, il est affecté aux troupes de la Force, Fleet Marine Force. En octobre 1971, il a été déplacé à Marine Barracks, Pearl Harbor, et à nouveau en avril 1973 au Naval and Marine Corps Reserve Center, Honolulu, Hawaii. En novembre 1996, il a été transféré à MCB Hawaii avec un détachement à Reno, Nevada. Le siège de la compagnie a été déplacé à Alameda, en Californie, avec un détachement restant à Hawaï. 

### Années 1990
La 4th Force Recon Company a fourni un soutien de reconnaissance en profondeur et amphibie à la 1st Marine Expeditionary Brigade jusqu'à ce que le MEB soit retirée d'Hawaï au milieu des années 1990. L'unité a également suivi une formation croisée avec des unités de reconnaissance d'autres pays lors de Cobra Gold en Thaïlande et de Balikatan aux Philippines. En 1992, l'unité s'est entrainée avec la 61st Philippine Marine Recon Company à Ternate, Cavite, Philippines. En 1993, deux équipes ont effectué des reconnaissances profondes à l'appui du 1er MEB lors de l'opération Ke O'A Koa. En 1994, la 4e Force a remporté le général Hugh W. Hardy Superlative Performance Award pour l'Unité exceptionnelle de réserve des Forces maritimes. 

### Années 2000
La 4e compagnie de reconnaissance des forces déployée en Irak pendant la guerre en Irak.